# Aérodrome de N'Gouri
L'aérodrome de N'Gouri est un aéroport à usage public situé près de N'Gouri dans la province du Lac au Tchad.